# Тыловайка (приток Ерыксы)
Тыловайка — река в Граховском районе Удмуртии, левый приток реки Ерыкса.
Берёт начало в деревне Иж-Бобья, протекает через деревню Нижний Тыловай и впадает в Ерыксу слева между деревнями Мари-Возжай и Большая Ерыкса. Питание реки преимущественно снеговое и дождевое. Русло прямое с пологими берегами.
Название происходит от удмуртских слов Тыло (расчищать, подлесок) и Вай (ручей), то есть ручей, расчищенный от леса.